# セント・アンドリュー教区 (ドミニカ国)
セント・アンドリュー教区（英語: Saint Andrew Parish）は、ドミニカ国の行政教区。島の北東部に位置し、北から時計回りにセント・デイヴィッド教区、セント・ジョゼフ教区、セント・ピーター教区、セント・ジョン教区と接する。面積は178.1平方キロメートルで、国内では最も大きい。人口は9,184人（2011年国勢調査）で、国内では3番目に多い。国内最北端地点であるカリブ岬（Point Caribe）を管轄している。
国内最高峰のディアブロティン山がセント・ピーター教区との境にある。教区の内陸部一帯は北部森林保護区に指定されており、手つかずの熱帯雨林や固有種が残る。集落の多くは沿岸部に位置しており、最大の都市は漁村のマリゴ。周辺は美しい砂浜が広がる。
東海岸では唯一の空港であるダグラス＝チャールズ空港が所在する。

## 主要都市
教区の行政中心地は存在しない。
- アンス・ド・メ（英語版） (Anse De Mai)
- ベンゼ（英語版） (Bense)
- カリビシ（英語版） (Calibishie)
- マリゴ (マリゴット、Marigot)
- ペ・ブーシュ（英語版） (Paix Bouche)
- ペンヴィル（英語版） (Penville)
- ティボー（英語版） (Thibaud)
- ヴィエイユ・カーズ（英語版） (Vieille Case)
- ウェズリー（英語版） (Wesley)
- ウッドフォード・ヒル（英語版） (Woodford Hill)